# 14429 Coyne
14429 Coyne eller 1991 XC är en asteroid i huvudbältet som upptäcktes den 3 december 1991 av de båda amerikanska astronomerna Carolyn S. Shoemaker och David H. Levy vid Palomar-observatoriet. Den är uppkallad efter astronomen George Coyne.
Asteroiden har en diameter på ungefär 4 kilometer.